# Capilla de Montserrat (Sevilla)
La capilla de Montserrat sevillana es un edificio religioso de culto católico ubicado en el casco histórico de la ciudad. Es la sede de la Hermandad de Montserrat, corporación que realiza una procesión anual en la tarde y noche del Viernes Santo.

## Historia
Fue realizada según diseño del maestro de obras Leonardo de Figueroa entre los años 1704 y 1710. Posteriormente fue objeto de una renovación en la que intervinieron Diego Antonio Díaz y Matías José de Figueroa, que probablemente fue el autor de la portada. Primitivamente fue la sede de la Hermandad de la Antigua y Siete Dolores, corporación que se extinguió. El edificio pasó a manos del Estado en el siglo XIX en virtud de las leyes de desamortización, siendo finalmente cedido en 1939 a la Hermandad de Montserrat hispalense, que es, desde entonces, propietaria del templo. Dicha hermandad disponía anteriormente de otra capilla propia situada en el compás del Convento de San Pablo, pero fue derruida durante las obras de ensanche de la calle San Pablo.

## Descripción
El templo consta de una única nave de planta rectangular. Está cubierta con bóveda de cañón, excepto en el falso crucero donde existe una bóveda vaída. La portada realizada con ladrillo avitolado está rematada por una triple hornacina adornada con molduras barrocas.